# Мадениет (Казалинский район)
Мадениет (каз. Мәдениет) — село в Казалинском районе Кызылординской области Казахстана. Входит в состав Кумжиекского сельского округа. Код КАТО — 434443600.

## Население
В 1999 году население села составляло 164 человека (91 мужчина и 73 женщины). По данным переписи 2009 года, в селе проживал 161 человек (81 мужчина и 80 женщин).